# فيامينانو
فيامينانو هي كومونا في مقاطعة ريتي بمنطقة لاتيوم الإيطالية. تقع على بعد حوالي 70 كيلومتر (43 ميل) شمال شرق روما حوالي 25 كيلومتر (16 ميل) جنوب شرق رييتي حتى عام 1927 كانت جزءًا من مقاطعة لاكويلا

## روابط خارجية
- الموقع الرسمي